# Liste der Kreisstraßen im Landkreis Ammerland

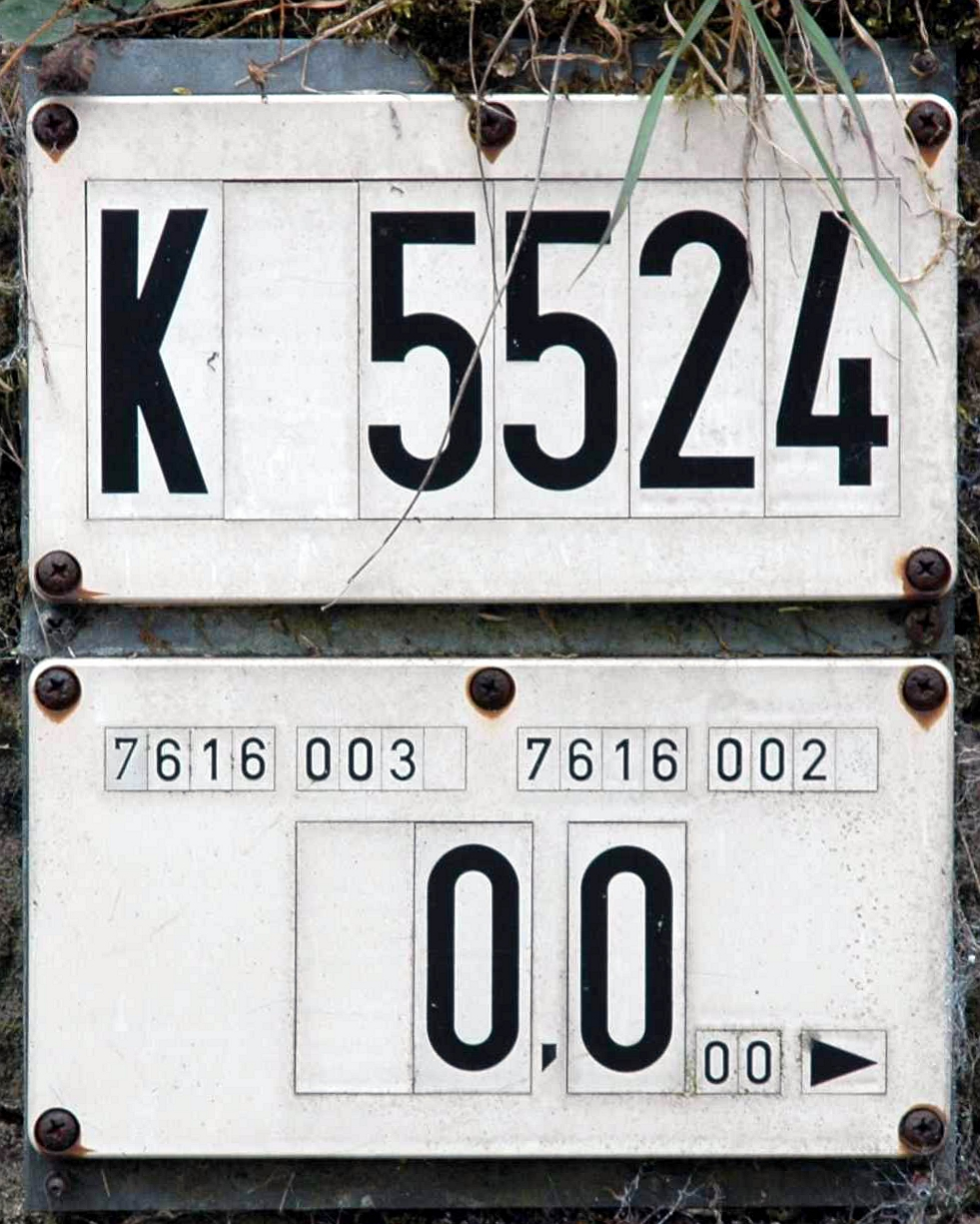
Stationszeichen

Die Liste der Kreisstraßen im Landkreis Ammerland führt alle Kreisstraßen im niedersächsischen Landkreis Ammerland auf.

## Abkürzungen
- K: Kreisstraße
- L: Landesstraße

## Liste
Nicht vorhandene bzw. nicht nachgewiesene Kreisstraßen werden in Kursivdruck gekennzeichnet, ebenso Straßen und Straßenabschnitte, die unabhängig vom Grund (Herabstufung zu einer Gemeindestraße oder Höherstufung) keine Kreisstraßen mehr sind. 
Der Straßenverlauf wird in der Regel von Nord nach Süd und von West nach Ost angegeben.
| Nr.   | Verlauf |
| ----- | --- |
| K 103 | (K 103 im Landkreis Friesland) – Kreisgrenze – K 114/K 115 in Halsbek |
| K 105 | (K 105 im Landkreis Friesland) – Kreisgrenze – Goelriehenfeld – L 820 |
| K 107 | (K 107 im Landkreis Friesland) – Kreisgrenze – L 820 in Herrenhausen |
| K 108 | (K 108 im Landkreis Wesermarsch) – Kreisgrenze – Rastederberg – L 825 in Bekhausen |
| K 114 | L 821 in Augustfehn – Lengenermoor – K 119 – Augustfehn III – Ihausen – K 117 – Hollriede – L 24 – Tarbarg – K 310 – Halsbek – K 103 – K 115 – Eggeloge – L 815                               |
| K 115 | K 103/K 114 in Halsbek – Felde – K 116 – K 347 in Hollwege |
| K 116 | K 115 in Felde – K 123 in Westerstede |
| K 117 | K 114 in Ihausen – Ihorst – Westerloy – L 821 – L 820 in Mansie |
| K 119 | (K 11 im Landkreis Leer) – Kreisgrenze – Lengenermoor – K 114 – L 821 in Apen |
| K 120 | L 821 in Apen – Aperberg – L 829 |
| K 121 | L 821 in Apen – K 336 – Godensholterweg – Godensholt – L 829 – Kreisgrenze – (K 299 im Landkreis Cloppenburg)                                                                                 |
| K 122 | L 821 – L 820 in Lindern |
| K 130 | (K 340 im Landkreis Friesland) – Kreisgrenze – Heubült – L 820 – L 862 – L 825 – L 824 in Dringenburg                                                                                         |
| K 131 | (K 131 im Landkreis Wesermarsch) – Kreisgrenze – K 132 – Lehmdermoor – Lehmden – Hahn – L 825 – Liethe – Rastede – K 133 – K 134 – K 135 – Wahnbek – K 144 – Kreisgrenze – (Oldenburg (Oldb)) |
| K 132 | K 131 in Lehmdermoor – K 133 |
| K 133 | /L 826 in Rastede – K 131 – K 132 – L 864 |
| K 134 | L 824 in Borbeck – Borbeckerfeld – K 135 – K 131 in Rastede |
| K 135 | L 826 in Leuchtenburg – Bokelerburg – K 134 – Neusüdende – K 136 – Wahnbek – K 131 – |
| K 136 | K 135 in Neusüdende – Ofenerfeld – L 824 in Metjendorf |
| K 137 | /L 815 – Westerholtsfelde-Nord – K 295 – Westerholtsfelde-Süd – Wehnen – K 348 – Bloh – K 138                                                                                                 |
| K 138 | L 815 in Kayhausen – Kayhauserfeld – Petersfehn II – Petersfehn I – K 139 – K 137 – Kreisgrenze – (K 138 in Oldenburg (Oldb))                                                                 |
| K 139 | K 138 in Petersfehn I – L 828 in Friedrichsfehn |
| K 140 | L 828 in Friedrichsfehn – K 141 in Klein Scharrel |
| K 141 | K 142 – Klein Scharrel – K 140 – – Kreisgrenze – (K 141 im Landkreis Oldenburg) |
| K 142 | L 828 in Jeddeloh I – Jeddeloh II – – Kreisgrenze – (Landkreis Cloppenburg) |
| K 143 | – Wahnbek – K 144 – Kreisgrenze – (K 143 in Oldenburg (Oldb)) |
| K 144 | K 131 in Wahnbek – K 143 – Ipwegermoor – |
| K 295 | L 824 in Borbeck – Neuenkruge – K 346 – Westerholtsfelde-Nord – K 137 in Westerholtsfelde-Süd                                                                                                 |
| K 296 | (K 296 im Landkreis Cloppenburg) – Kreisgrenze – L 829 in Westerscheps |
| K 310 | (K 311 im Landkreis Friesland) – Kreisgrenze – K 114 in Tarbarg |
| K 321 | L 829/L 831 in Edewecht – Siedlung Bachmannsweg – in Husbäke |
| K 336 | L 821 in Apen – K 121 – Ocholt – L 820 – Howiek – Ohrwegerfeld – L 815 in Rostrup |
| K 346 | L 815 – Gießelhorst – K 123 – Langebrügge – K 125 – Helle – Gristede – L 825 – Neuenkruge – K 295 – L 824 in Metjendorf                                                                       |
| K 348 | K 131 in Bloh – Ofen – Kreisgrenze – (K 348 in Oldenburg (Oldb)) |
| K 353 | (K 353 im Landkreis Cloppenburg) – Kreisgrenze – Husbäke, Gewerbegebiet Hansaweg – Kreisgrenze – (K 353 im Landkreis Cloppenburg)                                                             |